# ボンクレキン酸
ボンクレキン酸（ボンクレキンさん、英: bongkrek acid、bongkrekic acid）は、呼吸毒の一つである。Burkholderia gladioliによって汚染された、発酵させたココナッツやトウモロコシの中で生産される。
ボンクレキン酸は、ミトコンドリアの「ADP/ATPキャリア」とも呼ばれるADP/ATPトランスロカーゼを阻害し、ATPがミトコンドリアから出て代謝エネルギーを細胞に供給するのを阻止することで、強い毒性を示す。2019年には、ADP/ATPトランスロカーゼに結合したボンクレキチン酸の構造が解析され、基質結合部位に結合し、ミトコンドリアマトリックス中のATPが結合するのを阻止することが実証された。
インドネシアでは、テンペ・ボンクレッと呼ばれるココナッツの搾り粕から作られるテンペに微生物が混入してボンクレキン酸が発生し、食べた人が死亡する事例があったこともありテンペ・ボンクレッの製造・販売禁止されている。また、2015年、モザンビークの葬儀において汚染されたビールが原因で75人が死亡し、200人以上が入院した食中毒事故にもボンクレキン酸が関係している。2020年10月には、中国でボンクレキン酸に汚染された酸湯子（発酵させたトウモロコシの麺）を食べた家族9人が死亡した。